# Белецкие
Белецкие — дворянский род. 
Известно о существовании нескольких древних дворянских родах этой фамилии шляхетского происхождения, которые были внесены дворянским депутатским собранием в VI часть дворянских родословных книг юго-западных губерний Российской империи.
В Черниговской губернии выходцы из Королевства Польского и Великого княжества Литовского стали появляться приблизительно в начале-середине XVII века. Среди них был и Демьян Белецкий вместе с сыном Иваном Демьяновичем. Внук последнего, Пётр Иванович Белецкий, с 1724 по 1733 год, служил отчизне в чине полкового сотника и первым стал прозываться Белецкий-Носенко.
В империи Габсбургов род Белецских подтвердил своё шляхетское происхождение в королевстве Галиции и Лодомерии..
Роды Белецких и Белецких-Носенко были записаны дворянским депутатским собранием в VI часть дворянской родословной книги Черниговской губернии России, однако, Герольдия Правительствующего Сената отказалась утвердить их в древнем (столбовом) дворянстве.